# Рюмікон
Рюмікон (нім. Rümikon) — колишня громада  в Швейцарії в кантоні Ааргау, округ Цурцах. 2022 року громади Бад-Цурцах, Бальдінген, Бобікон, Віслікофен, Кайзерштуль, Рекінген, Рітгайм і Рюмікон об'єдналися в громаду Цурцах.

## Географія
Громада розташована на відстані близько 100 км на північний схід від Берна, 32 км на північний схід від Аарау.
Рюмікон має площу 2,9 км², з яких на 8,2% дозволяється будівництво (житлове та будівництво доріг), 41% використовуються в сільськогосподарських цілях, 44,4% зайнято лісами, 6,5% не є продуктивними (річки, льодовики або гори).

## Демографія
2019 року в громаді мешкало 334 особи (+38% порівняно з 2010 роком), іноземців було 34,4%. Густота населення становила 115 осіб/км².
За віковим діапазоном населення розподілялося таким чином: 18,6% — особи молодші 20 років, 67,4% — особи у віці 20—64 років, 14,1% — особи у віці 65 років та старші. Було 155 помешкань (у середньому 2,1 особи в помешканні).
Із загальної кількості 66 працівників 6 було зайнятих в первинному секторі, 16 — в обробній промисловості, 44 — в галузі послуг.